# 캐나다의 국새

캐나다의 국새

캐나다의 국새(영어: Great Seal of Canada, 프랑스어: Grand Sceau du Canada)는 캐나다의 국정과 관련된 문서를 공인하는 도장이다.

## 같이 보기
- 캐나다의 군주